# Nicolas De Staël

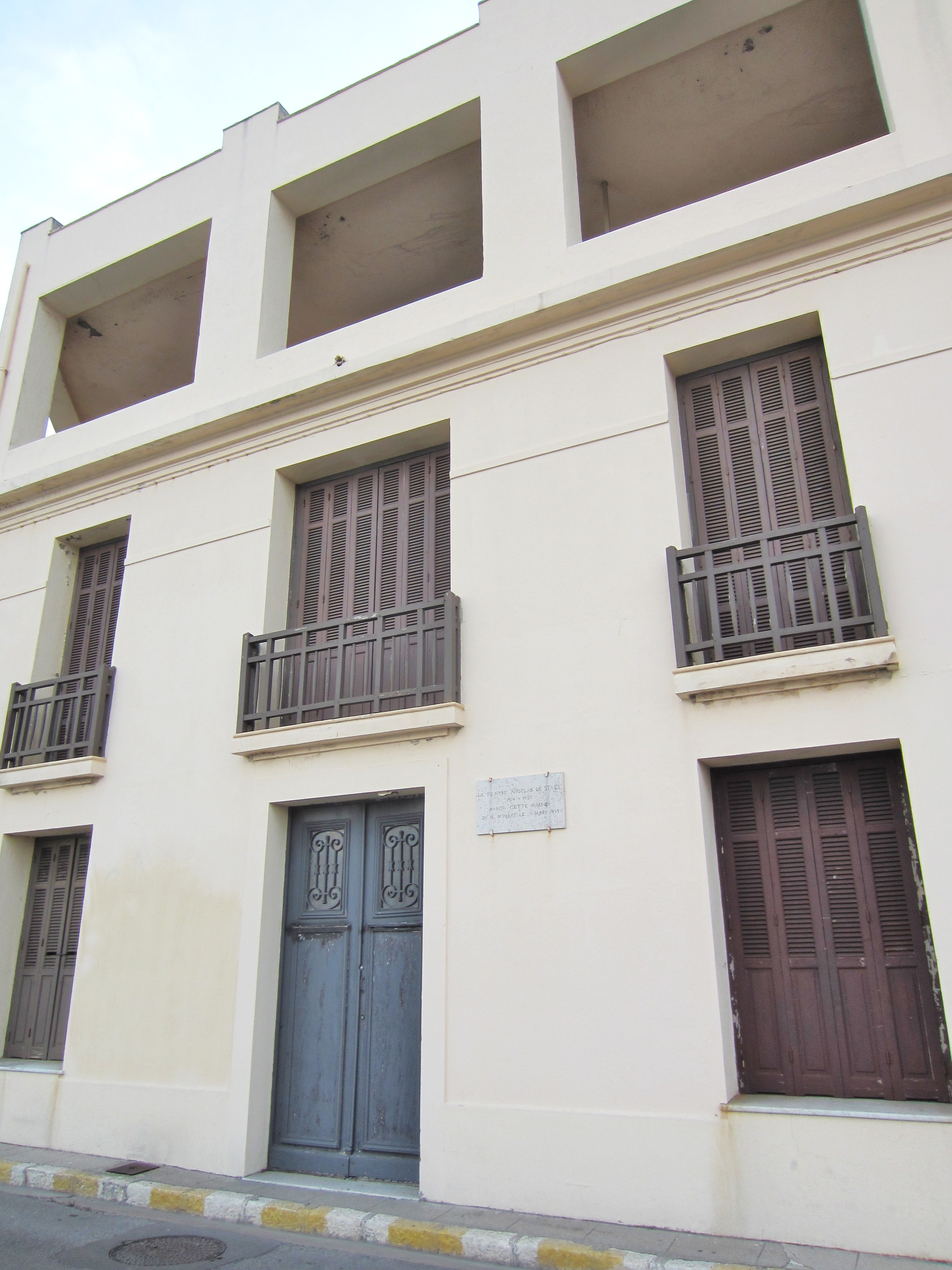
La casa di De Staël ad Antibes

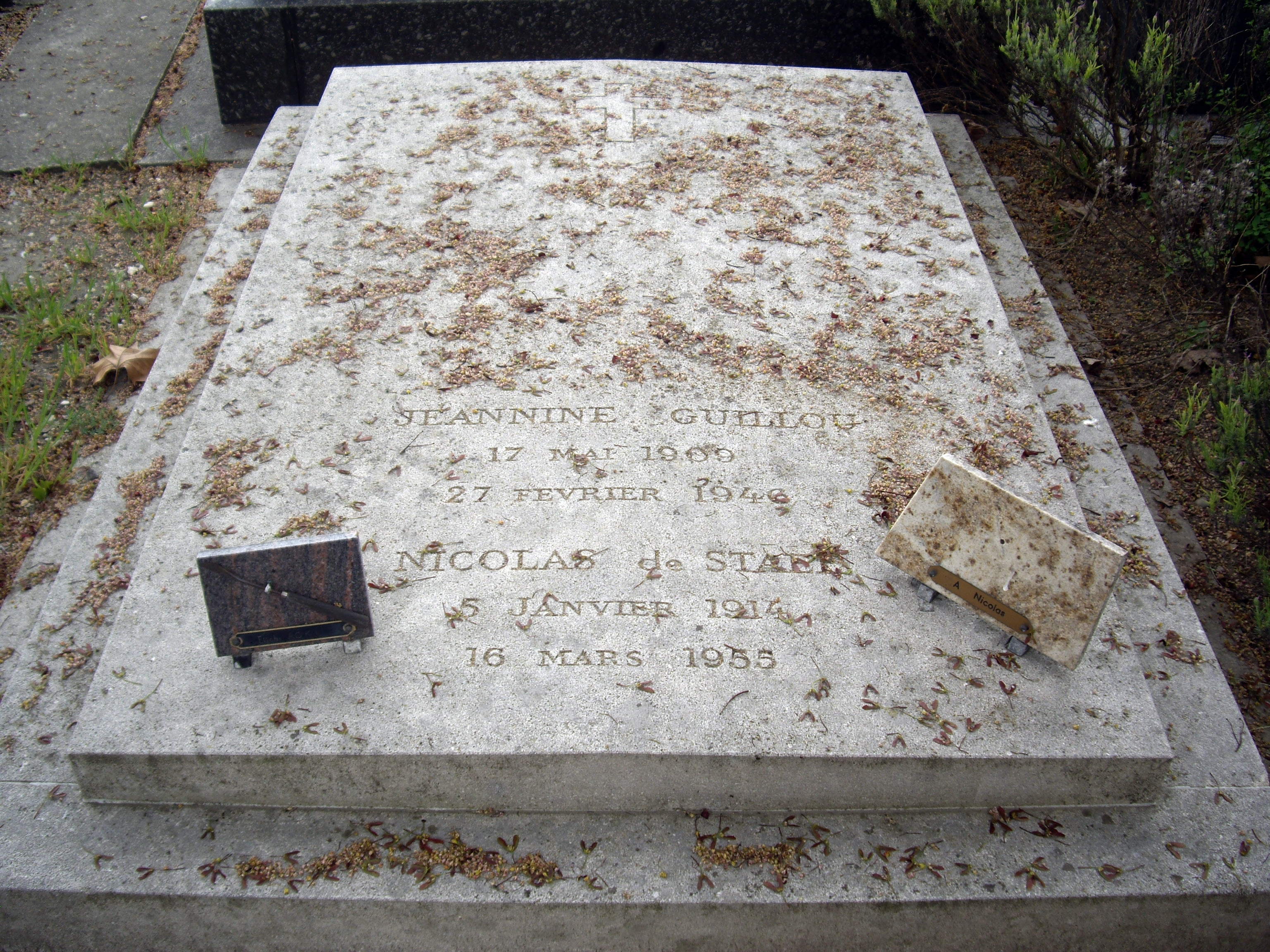
La tomba di De Staël a Montrouge

(Silvio Lacasella,  
ildolomiti.it , 5 gennaio 2024)
Nicolas De Staël (San Pietroburgo, 5 gennaio 1914 – Antibes, 16 marzo 1955) è stato un pittore russo naturalizzato francese.

## Biografia
Il padre Vladimir era un barone russo baltico, della stessa famiglia del marito della celebre Madame de Staël, e la madre era una pianista. A seguito della Rivoluzione Bolscevica la famiglia si trasferì in Polonia. Alla morte dei genitori, (1921-1922) visse con le sorelle a Bruxelles presso la famiglia Fricero. Fu introdotto all'arte, dapprima nel collegio dei Gesuiti e in un secondo tempo grazie alla frequentazione dell'Accademia di Belle Arti di Bruxelles.
Si arruolò nella Legione straniera francese prestandovi servizio tra il 1936 e il 1940.
Nel 1936 fece un viaggio in Marocco e conobbe Jeannine Guillou, anche lei pittrice, con la quale si stabilì a Nizza. Nel 1942 nacque la figlia Anne e, nel 1946, la moglie morì di denutrizione.
Nel 1943 espose alla Galérie de l'Esquisse accanto a Kandinskij. Se in una prima fase artistica perseguì una libera espressione, successivamente si accostò all'astrazione, non priva di forti slanci emozionali. Seguì gli esempi di Braque, di Matisse e di Cézanne, pur manifestando una tensione drammatica personale e peculiare, tramite la riduzione degli oggetti ed i forti contrasti di colori. Nell'ultimo periodo creativo, dal 1950 in poi, prevalse un'espressione di calma che si manifestò con l'inclusione nelle sue opere di oggetti reali, in un insieme lirico.
Celebri sono i suoi paesaggi di Agrigento (Sicilia).
Si sposò in seconde nozze con Françoise Chapouton con la quale ebbe tre figli. Sofferente di crisi depressive, morì suicida il 16 marzo 1955, ad Antibes, gettandosi, a seguito di un infruttuoso incontro con un critico d'arte, dal balcone della sua residenza.
Venne sepolto nel Cimitero di Montrouge.